# La Sanjuanada de 1926

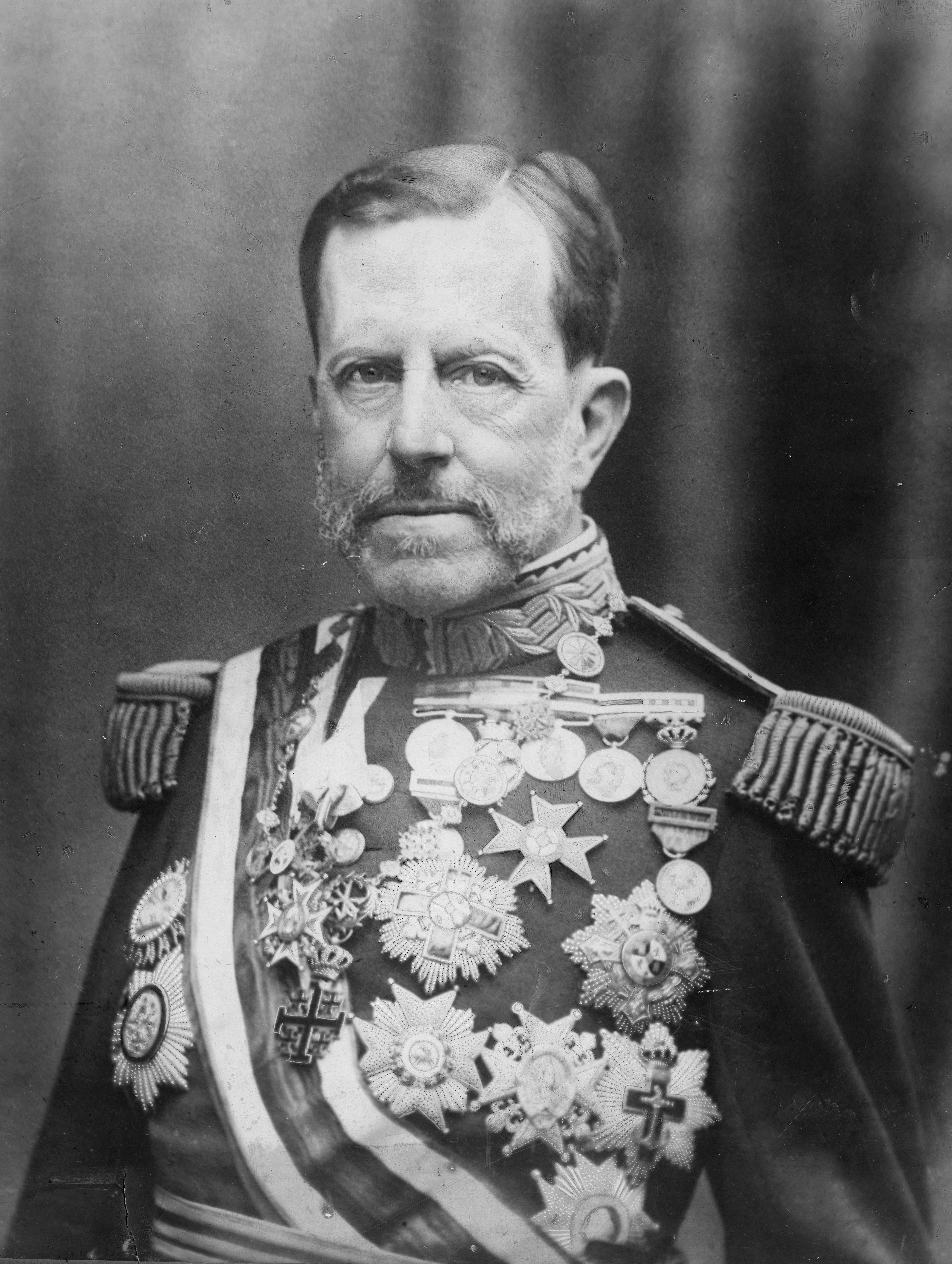
El general Valerià Weyler.

La Sanjuanada de 1926 va ser un projecte de cop d'estat a Espanya, el qual havia estat previst per a la nit del 24 de juny de 1926; d'aquí el nom de sanjuanada. La intenció era expulsar del poder a Primo de Rivera i que el general Francisco Aguilera passés a la presidència del Govern.
Els militars que la van dirigir foren els generals Valerià Weyler i Aguilera, amb suport dels generals Riquelme, Domènec Batet (governador militar de Tarragona) i Gil Dolz del Castellar (capità general de Valladolid), a més d'altres grups militars de Madrid, País Valencià, Galícia, Andalusia, Aragó i Catalunya, dos o tres regiments de Madrid, tropes de Galícia, Andalusia, Catalunya i Saragossa i marins de Cadis i Cartagena.
La sanjuanada va fracassar perquè els responsables van ser descoberts i arrestats.